# 高橋川 (兵庫県)
高橋川（たかはしがわ）は、神戸市東灘区の東部を流れる二級河川。表六甲河川群の一つ。西は天上川、東は芦屋川が隣接する。

## 地理

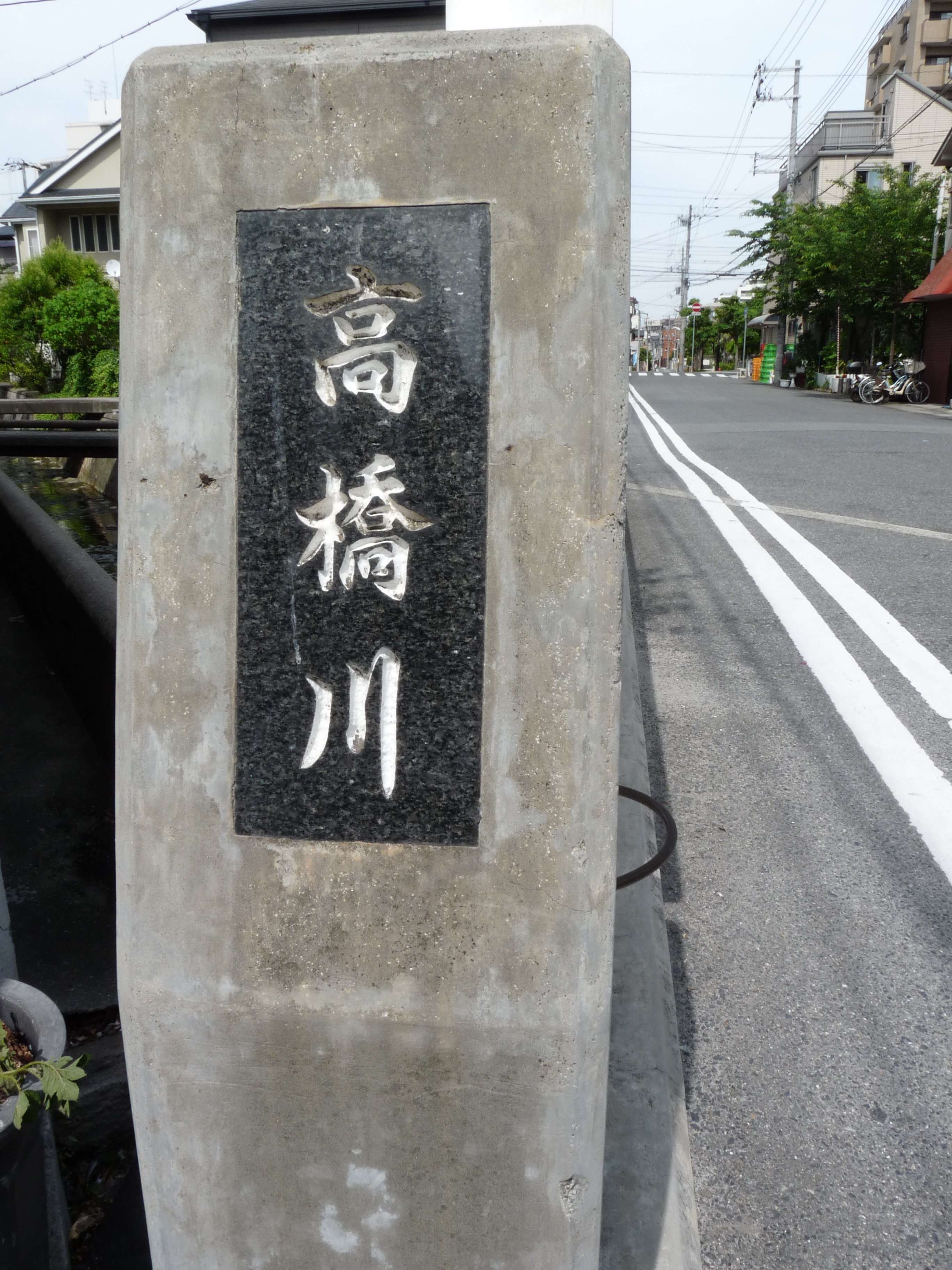
高橋川

六甲山山腹の芦屋ロックガーデン付近のドブ返しの池から宮川として流れ出、魚屋道のある尾根と平行して森北町から市街地に入る。
東海道本線と交差する地点で暗渠となり道路の下に入る。斜面が一段落すると芦屋川と住吉川の扇状地に挟まれた河成低地である本庄低地となる。森稲荷神社の赤鳥居（国道2号の「赤鳥居前」交差点）を過ぎたあたりで地上に現れて、南西に方向を変え南南西に直進してきた串田川という暗渠と合流。鳴尾御影線の先で、西から流れてきた要玄寺川と合流する。
この要玄寺川は権現谷と中野村谷の合流した本流（別名 中野谷川）が右から風呂の川を合流した先で90度左へ方向を変えて西から流れてくる。元々要玄寺川という名は谷川筋（中野谷川）や風呂の川筋といった横川へ合流する複数の川筋を指した。
合流した高橋川は阪神本線深江駅のホーム下を通り、深江南町の神戸大学海事科学部とJEIS神戸（日本船舶職員養成協会近畿）の間から大阪湾へ注ぐ。河口沖の人工島は神戸東部第四工区（深江浜町）である。

## 歴史

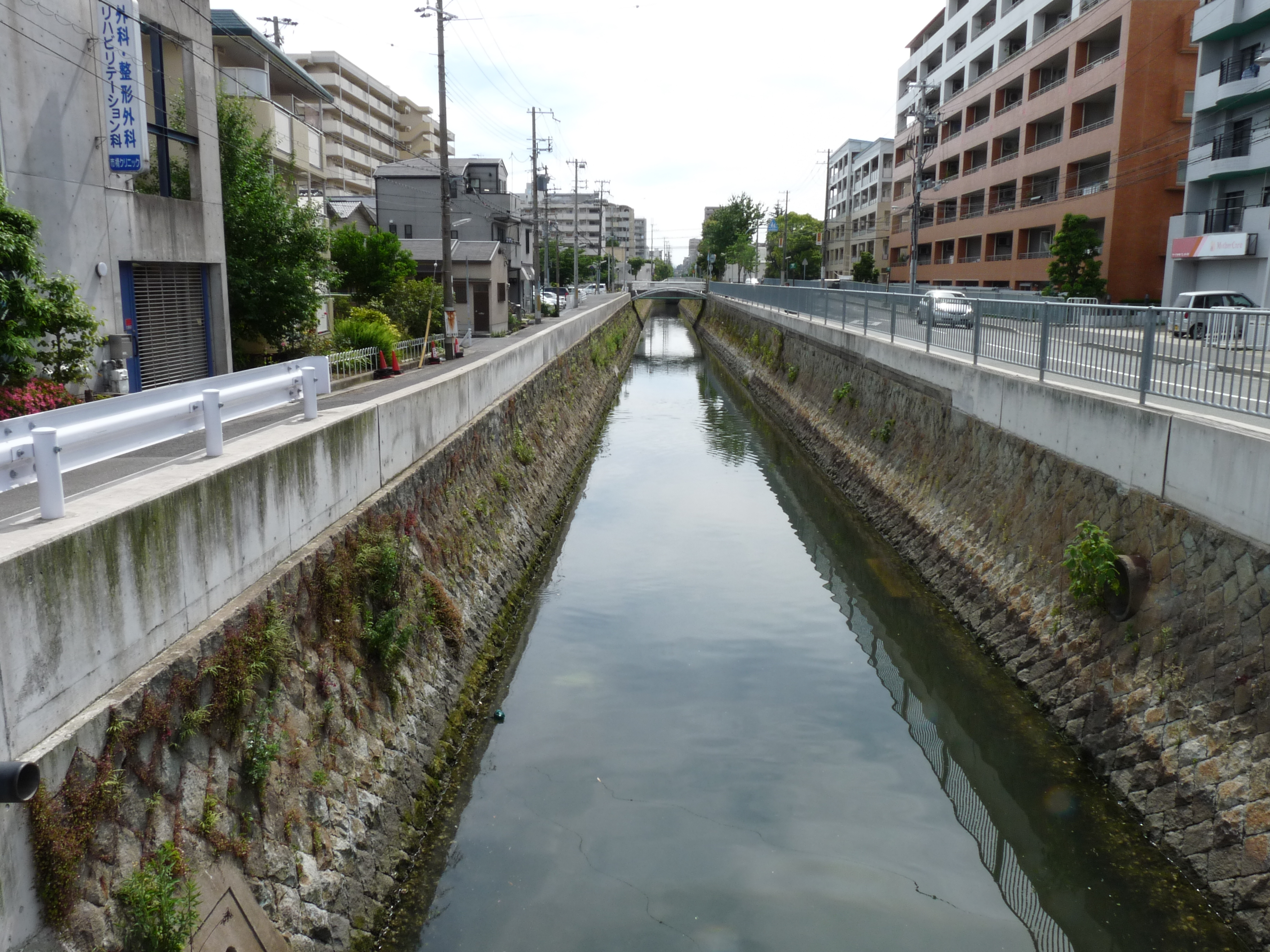
支流の要玄寺川

支流要玄寺川は、六甲山と海に挟まれた狭い斜面にあれば南北に流れざるをえないにもかかわらず、自然界の常識に反して約300mもの長さに渡り東西方向に流れている。しかも昭和以前にはこの部分はもっと北にあり1km以上もあったのを工事によって今の姿となった。この部分は「横川」と呼ばれ、律令制における条里制の名残で河流を人工的に作り変えたと見られる。同様の地形は同区の天神川にも見られる。
元々横川の上流は天上川であり、昭和2年（1927年）に下流を大谷川（現在は天上川の支流）に付け替えられて、横川は廃川となった。
また、1997年（平成9年）度より高橋川放水路の工事が行われ、2007年（平成19年）に完成した。放水路は高橋川本流から山手幹線の地下を通って枝分かれし、神戸市道商船学校線の下を要玄寺川まで流れる。